# Gabriela Mourão
Gabriela Mourão (* 3. Juni 1999 in Rio de Janeiro) ist eine brasilianische Leichtathletin, die sich auf den Sprint spezialisiert hat. Mit der brasilianischen 4-mal-100-Meter-Staffel wurde sie 2025 in Mar del Plata Südamerikameisterin.

## Sportliche Laufbahn
Erste Erfahrungen bei internationalen Meisterschaften sammelte Gabriela Mourão im Jahr 2015, als sie bei den Jugendweltmeisterschaften in Cali über 100 und 200 Meter das Halbfinale erreichte und dort mit 12,13 s und 24,24 s ausschied. Im Jahr darauf gewann sie bei den U18-Südamerikameisterschaften in Concordia in 24,90 s die Silbermedaille im 200-Meter-Lauf und sicherte sich in 11,82 s die Bronzemedaille über 100 Meter. Zudem gewann sie bei den Ibero-Amerikanischen Meisterschaften in Rio de Janeiro in 43,68 s die Silbermedaille mit der brasilianischen 4-mal-100-Meter-Staffel hinter dem Team aus Puerto Rico. 2018 schied sie bei den U20-Weltmeisterschaften in Tampere mit 45,28 s im Vorlauf mit der Staffel aus und 2021 gewann sie bei den U23-Südamerikameisterschaften in Guayaquil in 11,77 s die Silbermedaille im 100-Meter-Lauf hinter der Ecuadorianerin Anahí Suárez und siegte mit der Staffel in 44,48 s. Im Dezember belegte sie bei den erstmals ausgetragenen Panamerikanischen Juniorenspielen in Cali in 11,66 s den fünften Platz über 100 Meter und gewann in 44,04 s die Silbermedaille im Staffelbewerb hinter dem kolumbianischen Team. 2022 nahm sie an den Südamerikaspielen in Asunción teil und gewann dort in 45,43 s gemeinsam mit Vida Caetano, Ana Azevedo und Micaela de Mello die Bronzemedaille hinter den Teams aus Kolumbien und Chile.
2023 schied sie bei den World University Games in Chengdu mit 11,62 s und 23,95 s jeweils im Halbfinale über 100 und 200 Meter aus und belegte mit der 4-mal-100-Meter-Staffel in 44,81 s den fünften Platz. Anschließend schied sie bei den Weltmeisterschaften in Budapest mit 43,46 s im Vorlauf aus. Im November belegte sie bei den Panamerikanischen Spielen in Santiago de Chile in 44,67 s den fünften Platz. Bei den IAAF World Relays 2024 in Nassau wurde sie in 43,51 s Fünfte im C-Lauf über 4-mal 100 Meter in der 2. Qualifikationsrunde für die Olympischen Spiele. Kurz darauf siegte sie mit der Staffel in 43,54 s bei den Ibero-Amerikanischen Meisterschaften in Cuiabá. 2025 siegte sie bei den Südamerikameisterschaften in Mar del Plata in 44,35 s gemeinsam mit Daniele Campigotto, Lorraine Martins und Vanessa Sena in der 4-mal-100-Meter-Staffel.
In den Jahren 2021 und 2023 wurde Mourão brasilianische Meisterin in der 4-mal-100-Meter-Staffel.

## Persönliche Bestzeiten
- 100 Meter: 11,27 s (−0,5 m/s), 12. Juni 2023 in Brasília
- 200 Meter: 23,27 s (+0,1 m/s), 4. Juni 2023 in Cochabamba